# Marcello Brunelli
Marcello Brunelli (Ancona, 14 luglio 1939 – Pisa, 25 novembre 2020) è stato un neurofisiologo italiano.
Allievo di Giuseppe Moruzzi ed Eric Kandel, insieme a quest’ultimo ottenne la prima dimostrazione del ruolo dell’AMP ciclico quale secondo messaggero nella trasmissione dell’impulso nervoso. Fu professore ordinario di Fisiologia Generale e Neurobiologia all'Università di Pisa.

## Biografia
Nel 1967 si laureò con lode in medicina e chirurgia presso l’Università degli Studi di Pisa. Nello stesso anno cominciò la sua attività di ricerca presso l'Istituto di Fisiologia Clinica del CNR di Pisa e dal 1969 al 1970 presso l’Istituto di Neurofisiologia, sempre a Pisa. Dal 1970 al 1974 fu assistente di fisiologia umana presso l’Istituto di Fisiologia di Pisa. In questi anni, in collaborazione con Franco Magni, condusse ricerche sul sistema nervoso del piccione e della sanguisuga e sui meccanismi ormonali delle emissioni luminose nelle lucciole. 
Nel biennio 1975-1976 soggiornò negli Stati Uniti, dove lavorò nei laboratori diretti da Eric Kandel, contribuendo in modo fondamentale agli studi sui meccanismi intracellulari di trasduzione dei segnali nervosi, che porteranno lo scienziato statunitense a conseguire il Premio Nobel per la medicina nel 2000.
Nel 1976 fece ritorno in Italia. Nel 1981 divenne ordinario di Fisiologia Generale presso la Facoltà di Scienze dell’Università di Pisa. Dal 1983 al 1986 subentrò a Giuseppe Moruzzi nella direzione dell'Istituto di Fisiologia del CNR di Pisa. Nei quattro anni seguenti fu direttore del Dipartimento di Fisiologia e Biochimica dell'Università di Pisa.
Brunelli è morto per COVID-19 nel 2020 all'età di 81 anni a Pisa dove, dopo il pensionamento, aveva continuato a supervisionare l’attività di ricerca di un piccolo gruppo di ricercatori universitari e professionisti medici.

## Attività di ricerca
Brunelli iniziò la sua carriera di ricercatore scientifico indagando i meccanismi nervosi e ormonali che controllano l'emissione dei segnali luminosi di Luciola lusitanica e dimostrandone l'andamento circadiano. I risultati di questi esperimenti furono pubblicati in una serie di articoli sull'Archives Italiennes de Biologie dal 1968 al 1973. Altri studi di Brunelli riguardarono l'influenza del tronco encefalico sui comportamenti di sonno-veglia nel piccione comune, che videro anche il coinvolgimento di Moruzzi. Nello stesso periodo partecipò a ricerche sul sistema nervoso della sanguisuga Hirudo medicinalis, che userà a lungo come modello di studio, e la percezione visiva, sempre nel piccione.
La sua attività di ricerca si indirizzò successivamente allo studio dei meccanismi neurobiologici della memoria e dell’apprendimento non associativo in modelli animali, quali la lumaca di mare Aplysia. Uno dei principali contributi è stata l’identificazione dell’AMP ciclico quale secondo messaggero nella trasduzione dell’impulso nervoso. A metà degli anni settanta era noto che la serotonina agiva sui terminali dei neuroni sensoriali incrementando il rilascio di neurotrasmettitore nella fessura sinaptica, ma il meccanismo di azione non era conosciuto. Brunelli e collaboratori iniettarono AMP ciclico, il cui ruolo come molecola mediatrice era ben stabilito, direttamente nel terminale presinaptico e osservarono che la trasmissione nervosa ne risultava facilitata.
(Eric R. Kandel)
Nel corso degli anni ottanta Brunelli continuò gli studi sul ruolo della serotonina e del calcio intracellulare nella modulazione sinaptica prendendo come modello di studio ideale la sanguisuga. Il sistema nervoso di questo anellide, costituito da una catena di gangli interconnessi con neuroni relativamente grandi e facilmente accessibili, si presta bene alla registrazione elettrofisiologica. Ciò ha permesso di compiere grandi passi avanti nella comprensione dei processi dell'abitudine e della sensibilizzazione. In particolare, è stato individuato il ruolo dell'acetil-L-carnitina nell'influenzare l'espressione genica neuronale. Le ricerche di Brunelli sui meccanismi neurofisiologici e molecolari della memoria si svolgeranno ininterrottamente fino al 2013.
Prima di lasciare l’attività di docente, ha diretto un gruppo di ricerca che si occupava di studiare il meccanismo del riflesso trigemino-cardiaco associato a stimolazione propriocettiva.